# Nicolás Asencio
Nicolás Geovanny Asencio Espinoza (Machala, 1975. április 26. – ) ecuadori válogatott labdarúgó.

## Pályafutása

### Klubcsapatban
Pályafutása során sok csapatban megfordult, de nagy részében a Barcelona SC együttesében játszott. A klubnak 5 alkalommal volt a tagja, melynek színeiben 2001-ben ecuadori bajnoki címet szerzett. 2001-ben a kolumbiai Millonarios tagjaként megnyerte a Copa Merconorte sorozatát. Játszott még a mexikói Tecos UAG, a chilei Cobreloa és a bolíviai Jorge Wilstermann csapataiban is.  

### A válogatottban
1995 és 2003 között 20 alkalommal szerepelt az ecuadori válogatottban. Részt vett az 1995-ös és az 1999-es Copa Américán, a 2002-es CONCACAF-aranykupán, illetve a 2002-es világbajnokságon.

## Sikerei, díjai
Barcelona SC
- Ecuadori bajnok (1): 1997

Deportivo Quito
- Ecuadori bajnok (1): 2009

Millonarios FC
- Copa Merconorte (1): 2001